# Єнбекшинський сільський округ (Шиєлійський район)
Єнбекшинський сільський округ (каз. Еңбекші ауылдық округі, рос. Енбекшинский сельский округ) — адміністративна одиниця у складі Шиєлійського району Кизилординської області Казахстану. Адміністративний центр — село Єнбекші.
Населення — 1836 осіб (2021; 1741 у 2009, 1636 у 1999, 1702 у 1989).
Станом на 1989 рік існувала Єнбекшинська сільська рада (села Єнбекші, Косуєнкі).

## Склад
До складу округу входять такі населені пункти:
| Населений пункт | Колишні назви | Населення, осіб (1989) | Населення, осіб (1999) | Населення, осіб (2009) | Населення, осіб (2021) |
| --------------- | ------------- | ---------------------- | ---------------------- | ---------------------- | ---------------------- |
| Єнбекші, село   | -             | 1208                   | 1401                   | 1532                   | 1606                   |
| Косуйєнкі, село | Косуєнкі      | 494                    | 235                    | 209                    | 230                    |